# Personbil 8
Personbil 8 (PB 8) eller Grupptransportfordon-Hv är ett grupptransportfordon inom Försvarsmakten, baserad på Mercedes Sprinter 316.

## Bakgrund
Fordonet är framtaget som grupptransportfordon för Hemvärnet i syfte att ersätta Terrängbil 20, vilken använts av insatskompanier i Hemvärnsbataljoner med nummer 17-49 i södra Sverige. Det första fordonet levererades av Försvarets materielverk den 6 september 2013 till Hemvärnets stridsskola (HvSS). Införandet av Personbil 8 är unikt för Hemvärnet då det är första gången som Hemvärnsförbanden får ny materiel som är anpassad speciellt för Hemvärnets behov, och inte arvegods från tidigare nerlagda förband.
Totalt kommer 400 fordon att under åren 2013–2016 levereras till Hemvärnet, inklusive en version med utökat utrymme för samband och ledning.

## Teknik
Personbil 8 är baserad på Mercedes Sprinter 316, men är modifierad för att möta de speciella krav som ställs på fordon för militärt bruk. Fordonet har inte samma terrängförmåga som till exempel Terrängbil 20, men är fyrhjulsdrivet, har hög markfrigång och är utrustat med hasplåtar. Det har sittplatser för förare och åtta passagerare, och ett lastutrymme som är anpassat för stridsutrustning och personliga vapen. Det har även en ventilerad hundbur. Fordonets belysning går att skifta från vitt till rött ljus, och det är förberett för installation av Radio 4183 (Motorola) och Radio 1444 (RAKEL).

## Galleri

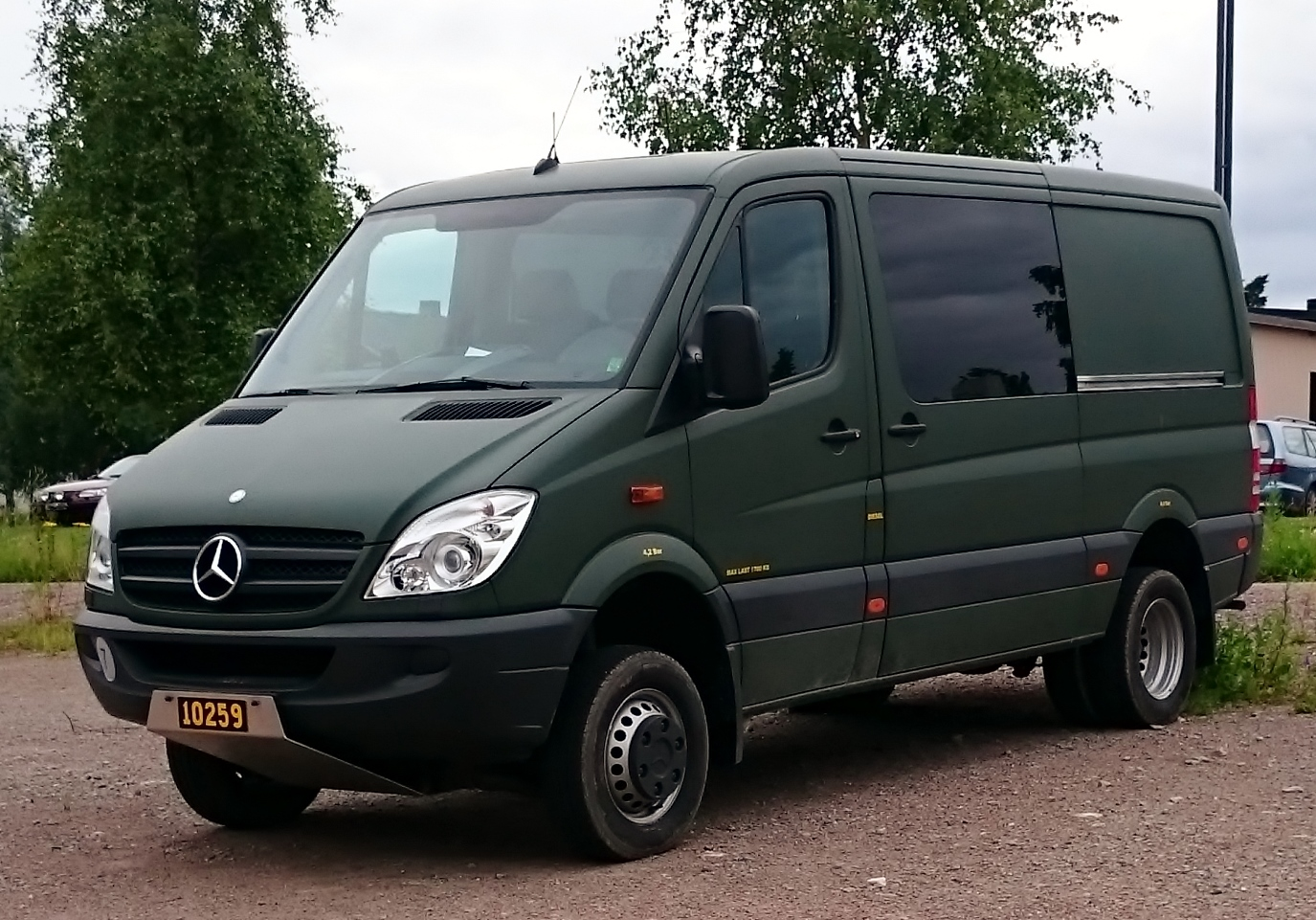
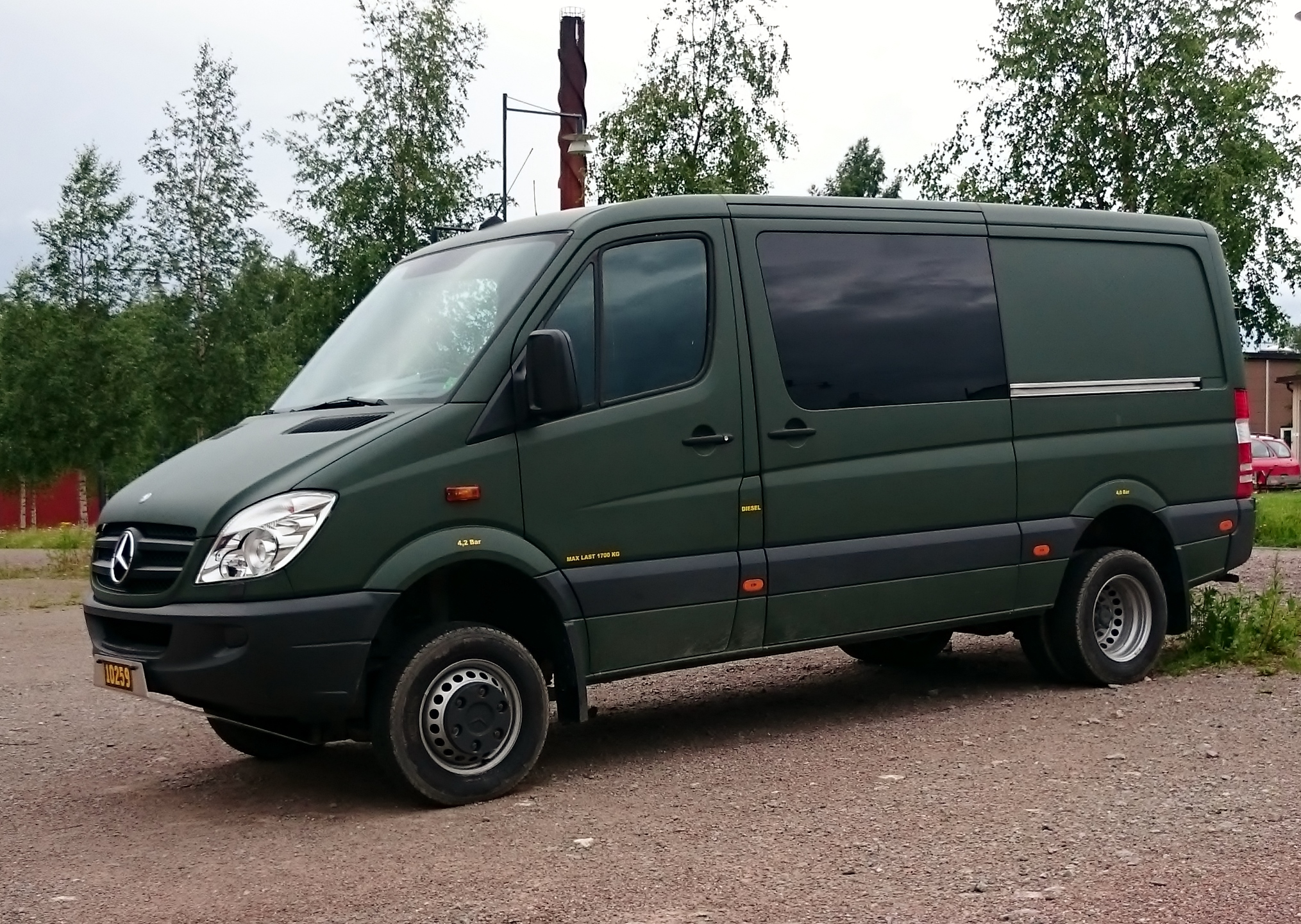